# Boeing E-10
De Boeing E-10 MC2A was een militair vliegtuig in ontwikkeling gebaseerd op het airframe van de commerciële Boeing 767. Vanwege bezuinigingen op defensie door de toenmalige regering-Bush werd de verdere ontwikkeling van dit toestel echter per 2007 gestaakt.
De tijdelijk aanduiding MC2A stond voor Multi-Sensor Command & Control Aircraft. Het toestel zou het toekomstige vliegende commando en gevechtsleidingcentrum van de USAF moeten worden. Het toestel was vanaf circa 2004 in ontwikkeling en werd getest op de mogelijke geschiktheid om vanaf 2015 op te treden als vervanger voor de
- Boeing E-3 Sentry
- Boeing E-6 Mercury
- Boeing E-8 JSTARS.

Bovenstaande toestellen, die zijn gebaseerd op oude Boeing 707-airframes, zijn rond die tijd aan het eind van hun operationele levensduur.

## Ontwikkeling
In 2003 werd een team van Northrop Grumman, Boeing en Raytheon MC2A gecontracteerd voor het ontwerp en ontwikkeling van het toekomstige toestel.
Het door Northrop Grumman en Boeing ontwikkelde E-8 JSTARS is het laatste vliegtuigtype dat op het oude betrouwbare Boeing 707-airframe was gebaseerd. Niet alleen waren daarna alle mogelijkheden tot het verkrijgen van 707-airframes uitgeput, maar ook zou het installeren van de nieuwe hi-tech MC2A-systemen op een totaal verouderd airframe onmogelijk blijken. De verkrijgbaarheid van nieuwe sterke en betrouwbare turbofanmotoren leidde tot de keuze van de Boeing 767-twinjet. Het oorspronkelijke idee van het samenvoegen van Airborne Warning & Control Systemen en Groundsearch radars op een enkel airframe werd losgelaten. Elektronische interferentie tussen de radars en tussen de voedingssystemen was hiervoor de hoofdreden.
De USAF zou in de toekomst moeten opereren met 2 E-10-varianten; de Airborne Early Warning-versie en de Ground Search-versie, die samen het gehele spectrum moesten afdekken middels:
- alle voorgestelde Space-Based Radar-systemen
- lucht- en space-based electronic intelligence (ELINT)-elementen
- lucht- en space-based signal intelligence (SIGINT)-elementen
- space-based imagery intelligence (IMINT)-satellieten

Hierdoor zouden de E-10’s als centraal commando voor alle lucht USAF-, land US Army- en zee USN-strijdkrachten  optreden. Ook zou de E-10 worden ingezet als bestuurcentrale voor de steeds meer ingezette Unmanned Aerial Vehicles (UAV). Tijdens de ontwikkeling van het systeem moest de capaciteit van de MC2A fasegewijs toenemen.
- Fase 1 - Multi-Platform Radar Technology Insertion Program (MP-RTIP). Dit moest voldoende mogelijkheid leveren voor de Joint Cruise Missile Defense (CMD) ter ondersteuning van de oude E-8 JSTARS in de grondbewakingsrol. Bijna alle gegevens hierover zijn geclassificeerd.

- Fase 2 - AWACS-capaciteit. Dit moest de oude E-3 vervangen. Hiervoor zou een variant van een Active Electronically Scanned / Multi-role Electronically Scanned Array radarsysteem worden gebruikt. Alle gegevens hierover zijn nog geclassificeerd.

- Fase 3 - SIGINT-platform. Dit moest capaciteit leveren ter vervanging van de RC-135 SIGINT/ELINT-toestellen. Ook hierover is alles nog geclassificeerd.